# Mixophyes
Mixophyes és un gènere de granotes de la família Myobatrachidae que es troba a Austràlia i a Nova Guinea.

## Taxonomia
| Nom comú | Nom binomial                                                      |
| -------- | ----------------------------------------------------------------- |
|          | Mixophyes balbus (Straughan, 1968)                                |
|          | Mixophyes carbinensis (Mahony, Donnellan, Richards i cols., 2006) |
|          | Mixophyes coggeri (Mahony, Donnellan, Richards i cols., 2006      |
|          | Mixophyes fasciolatus (Günther, 1864)                             |
|          | Mixophyes fleayi (Corben i Ingram, 1987)                          |
|          | Mixophyes hihihorlo (Donnellan, Mahony, i Davies, 1990)           |
|          | Mixophyes iteratus (Straughan, 1968)                              |
|          | Mixophyes schevilli (Loveridge, 1933)                             |